# George E. Pake
George Edward Pake (* 1. April 1924 in Jefferson (Ohio); † 4. März 2004 in Tucson, Arizona) war ein amerikanischer Physiker. Er ist vor allem als Gründer des Xerox Parc Forschungszentrums bekannt.

## Studium
Pake wuchs in Kent (Ohio) auf, studierte am Carnegie Institute of Technology (zunächst Luftfahrttechnik und Maschinenbau, dann Physik) mit dem Bachelor- und Master-Abschluss 1945 bei Immanuel Estermann (aufgrund einer Skoliose war er vom Wehrdienst befreit) und wurde 1948 an der Harvard University in Physik promoviert (bei Edward Purcell, der damals gerade Kernspinresonanz (NMR) entwickelte). Die Dissertation war über NMR von Wassermolekülen in Festkörpern – nachdem Nicolaas Bloembergen zuvor in seiner Dissertation bei Purcell NMR von Wasser in flüssigem Zustand untersucht hatte. Wie erwartet konnte Pake eine größere Linienbreite bestätigen, aber auch eine Dublett Aufspaltung aufgrund der unterschiedlichen Spin-Orientierung der Protonen des Wasserstoffs. Die Aufspaltung war vom Abstand der Wasserstoffatome abhängig und von der Orientierung zum äußeren Magnetfeld und Pake konnte einen Wert für den Abstand ermitteln, der in Übereinstimmung mit dem aus den Gasspektren von Wasser war sowie die quantenmechanisch korrekte Formel für die Aufspaltung (modifiziert durch einen Faktor 3/2 durch die Spinentartung) bestätigen. Sein Experiment lieferte auch Werte für das magnetische Moment des Protons. Weitere NMR Studien, die er mit Herbert Gutowsky durchführte, bestätigten die Eignung von NMR zum Studium von Festkörpern.

## Professuren
Danach lehrte er an der Washington University, wo er 1952 die Leitung der Physik-Fakultät übernahm. 1954/55 war er Gastprofessor an der Stanford University, an die er 1956 ganz wechselte. 1962 war er Gastprofessor an der University of Illinois (bei Charles Slichter), wechselte dann aber wieder an die Washington University, an der er 1962 bis 1969 Provost der Universität war. In dieser Eigenschaft holte er Wesley A. Clark an die Universität, der in den 1960er Jahren mit dem LINC-Computer am Massachusetts Institute of Technology (MIT) einen Vorläufer des Personal Computer einschließlich lokalen Computernetzwerken geschaffen hatte, dessen Arbeit aber am MIT nicht weiter gefördert wurde. 1965 wurde er Mitglied des wissenschaftlichen Beratergremiums des US-Präsidenten Lyndon B. Johnson und später von Richard Nixon. Außerdem erstellte er für die National Academy of Sciences einen Report über den Stand der Physik (Pake-Report). 1969 trat er vom Amt des Provost zurück und wurde wieder Physikprofessor.

## Xerox Parc
1970 verließ er die Universität um das Xerox Parc Forschungszentrum von Xerox in Palo Alto zu gründen auf Einladung des Forschungsleiters von Xerox Jack Goldman (den er noch von der Carnegie Tech kannte und aus verschiedenen Komitees in Washington). Dort wurden in den 1970er Jahren die Grundlagen für Personalcomputer-Systeme (Alto), Client-Server Architekturen und graphische Benutzeroberflächen, das Ethernet, Objektorientierte Programmierung (Smalltalk, Alan Kay u. a.) und den Laserdrucker gelegt. Den Erfinder des Laserdruckers Gary Starkweather lud er 1971 an das Xerox Parc Zentrum ein, nachdem dessen Vorgesetzter George White an der University of Rochester Pake auf ihn aufmerksam machte (Starkweather bekam keine Förderung an der University of Rochester für seine Entwicklung).
Für den Aufbau der Informatikabteilung holte sich Pake Bob Taylor von der ARPA, der ihm schon an der Washington University geholfen hatte Wesley Clark zu rekrutieren. Unter anderem holten sie Butler Lampson und Charles Thacker von der in finanzielle Schwierigkeit geratenen Berkeley Computer Company.
1986 ging er bei Xerox in den Ruhestand. Er gründete dann das Institute for Research in Learning, dessen Direktor er bis 1988 war.

## Forschung
Als Physiker befasste er sich mit experimenteller Festkörperphysik. Neben NMR befasste er sich insbesondere mit Elektronenspinresonanz und schrieb darüber ein Lehrbuch. Auch seine Aufsatzreihe über NMR von 1950 wurde damals vielfach als Einführung von Studenten benutzt.

## Ehrungen
1952 wurde Pake Fellow der American Physical Society. 1986 erhielt er die IRI Medal des Industrial Research Institute und 1987 die National Medal of Science. 1966 wurde er in die American Academy of Arts and Sciences gewählt. Er war seit 1976 Mitglied der National Academy of Sciences. Ihm zu Ehren vergibt die APS den George E. Pake Prize. 1977 war er Präsident der American Physical Society.

## Schriften
- Nuclear magnetic resonance in bulk matter, Physics Today, 1993, Heft 10
- Paramagnetic resonance - an introductory monograph, Benjamin 1962
- mit Thomas L. Estle The physical principles of electron paramagnetic resonance, Benjamin, 2. Auflage 1973
- mit Eugene Feenberg Notes on the quantum theory of angular momentum, Addison-Wesley 1953, Nachdruck bei Dover 1999
- A graduate student and young faculty physicists wanders into NMR, in D. M. Grant, R. K. Harris (Hrsg.) Encyclopedia of Nuclear Magnetic Resonance, Wiley 1996, S. 526–530
- Research at Xerox Parc- a founder´s assessment, IEEE Spectrum, Oktober 1985, S. 54–61

Er schrieb auch Memoiren mit Andrew Szanton.